# Сон в летнюю ночь (картина Ландсира)
«Сцена из „Сна в летнюю ночь“: Титания и Основа» (англ. Scene from A Midsummer Night's Dream. Titania and Bottom), также «Сон в летнюю ночь» — картина английского художника Эдвина Генри Ландсира, написанная между 1851 году. С 1932 года входит в коллекцию Национальной галереи Виктории в Мельбурне (Австралия). В основном Ландсир был известен своими картинами с изображением животных. Это единственная картина живописца, изображающая сказочную сцену. На картине изображена сцена из третьего акта пьесы Уильяма Шекспира «Сон в летнюю ночь».

## Сюжет и описание
Один из сюжетов комедии содержит любовное зелье. Когда это зелье наносится на веки спящего, то просыпаясь, он влюбляется в первое живое существо, которое встречает. Титания, получив приворотное зелье, просыпается от пения комического персонажа пьесы ремесленника Основы, голова которого была превращена волшебником в ослиную, и сразу же влюбляется в него. На картине изображена Титания, королева фей, после того как ей дали приворотное зелье. Мы видим её, очарованную Основой и нежно обнимающего его. За влюблённой парой наблюдают другие волшебники, а сцена украшена цветами и кроликами.

## История
Картина «Сон в летнюю ночь» была одна из нескольких картин со сценами из произведений Шекспира, заказанных Изамбардом Кингдомом Брюнелем в 1847 году для украшения столовой дома в Лондоне. Ландсиру заплатили за полотно 450 фунтов стерлингов. Брюнель оставлял выбор сюжета художникам и Ландсир, возможно, выбрал именно эту сцену, чтобы включить в картину нескольких животных. Другие работы были заказаны Чарльзу Весту Коупу, Августу Эггу, Фредерику Ричарду Ли, Чарльзу Роберту Лесли и Кларксону Фредерику Стэнфилду.
Полотно было впервые выставлено на летней выставке Королевской академии художеств в 1851 году и сразу же имела большой успех. Королева Виктория хвалила картину в своём дневнике. Английский писатель Льюис Кэрролл был так восхищён белым кроликом, что это, возможно, повлияло на персонаж Белого Кролика в его книге «Приключения Алисы в Стране чудес».
После смерти Брунеля в 1859 году картина была продана на аукционе в апреле 1860 года и приобретена лордом Робертом Пелхам-Клинтоном за 2 800 фунтов стерлингов. После смерти Пелхэма-Клинтона полотно было приобретено Адельбертом Браунлоу-Кастом, 3-м графом Браунлоу, а затем продан сэру Уильяму Квилтеру, 1-му баронету. В 1909 году на аукционе Christie's картину купил Генри Ловенфельд. После смерти Ловенфельда в 1931 году картина была приобретена у его вдовы Национальной галерее Виктории в Мельбурне, финансируемой Фондом Фелтона.